# Smaragdia
Genre
Synonymes
- sous-genre Neritina (Smaragdia) Issel, 1869[2]
- Smaragdella Baker, 1923[3]
- sous-genre Smaragdia (Smaragdella) Baker, 1923[3]
- sous-genre Smaragdia (Smaragdista) Iredale, 1936[3]
- Smaragdista Iredale, 1936[3]
- genre Smaragdista Iredale, 1936[2]

Smaragdia est un genre de mollusques gastéropodes de la famille des Neritidae. On les trouve souvent en association avec les herbiers marins, dont ils sont facilement mimétiques.

## Liste des espèces
Selon World Register of Marine Species (9 décembre 2018) :
- Smaragdia bryanae (Pilsbry, 1918)
- Smaragdia expansa (Reuss in M. Hörnes, 1856) †
- Smaragdia merignacensis (Cossmann & Peyrot, 1918) †
- Smaragdia patburkeae Eichhorst, 2016
- Smaragdia pulcherrima (Angas, 1871)
- Smaragdia purpureomaculata Dekker, 2000
- Smaragdia rangiana (Récluz, 1841)
- Smaragdia roseopicta Thiele, 1930
- Smaragdia souverbiana (Montrouzier in Souverbie & Montrouzier, 1863)
- Smaragdia tragena (Iredale, 1936)
- Smaragdia viridis (Linnaeus, 1758)

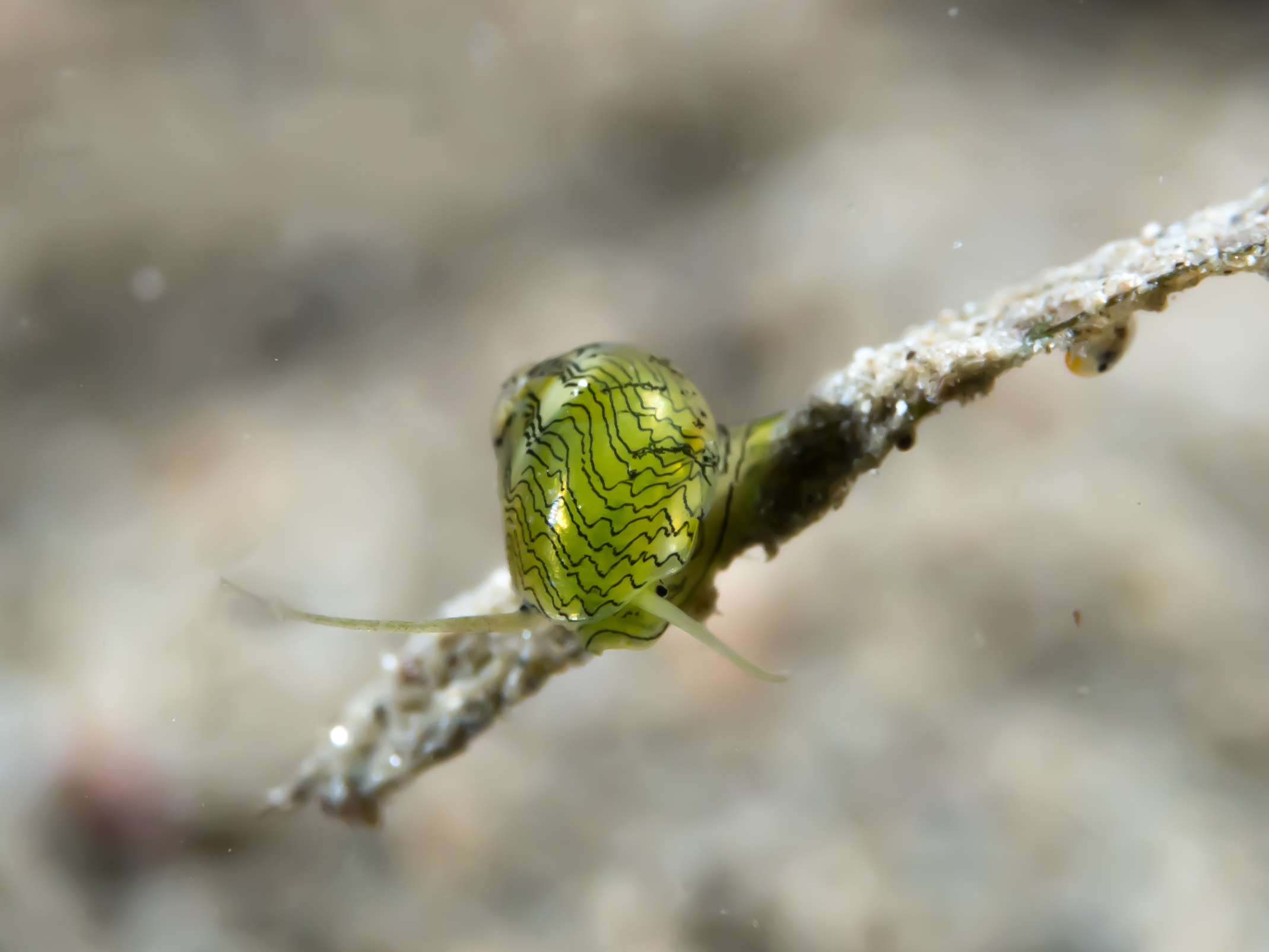
Smaragdia souverbiana vivant.
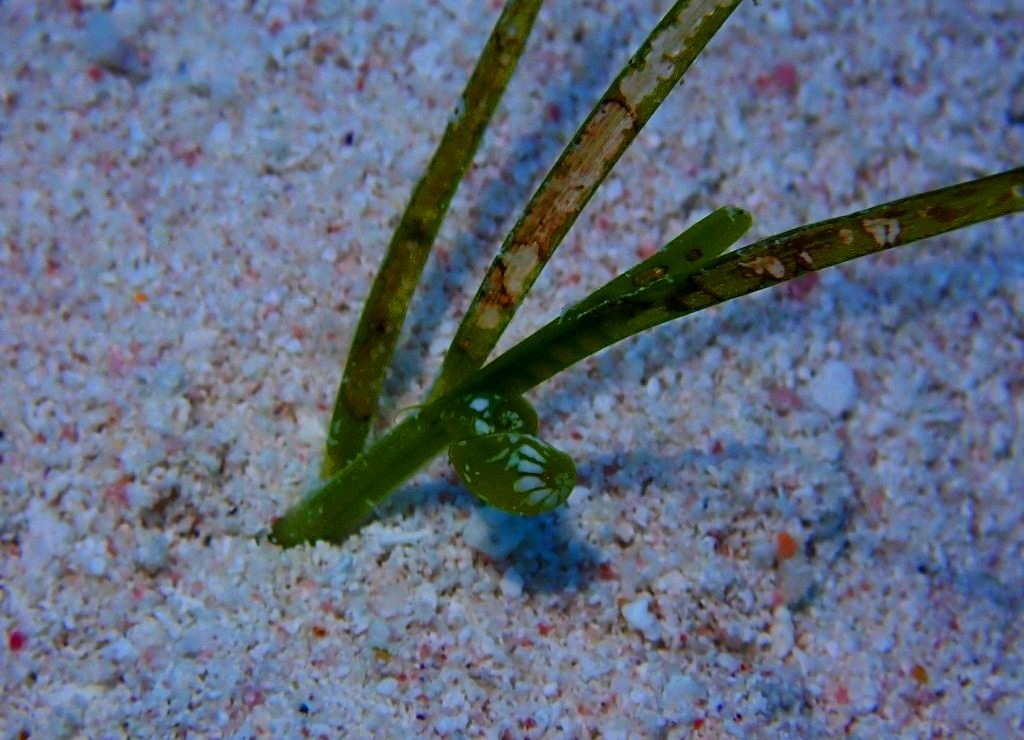
Smaragdia viridis vivant.

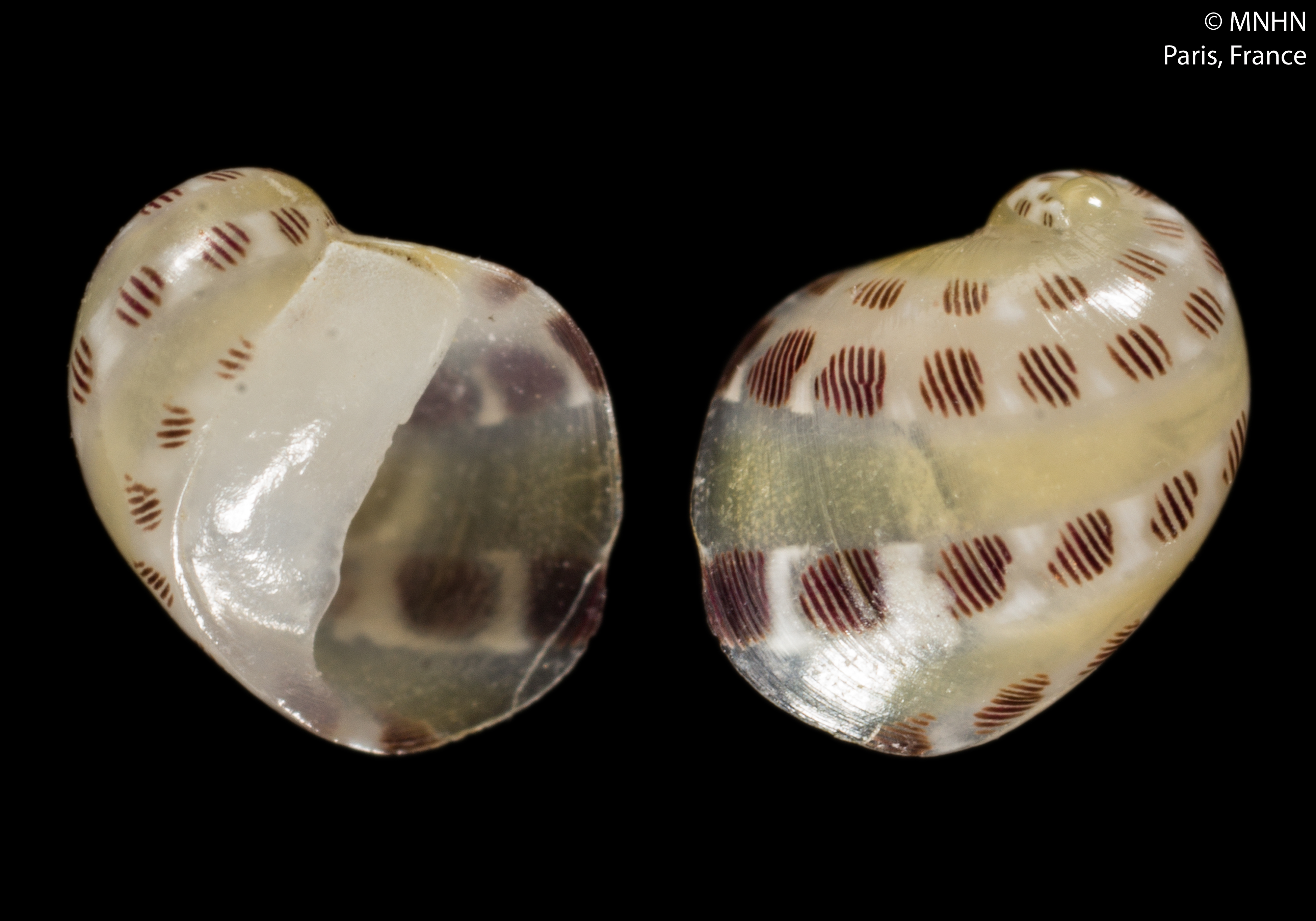
Coquille de Smaragdia purpureomaculata
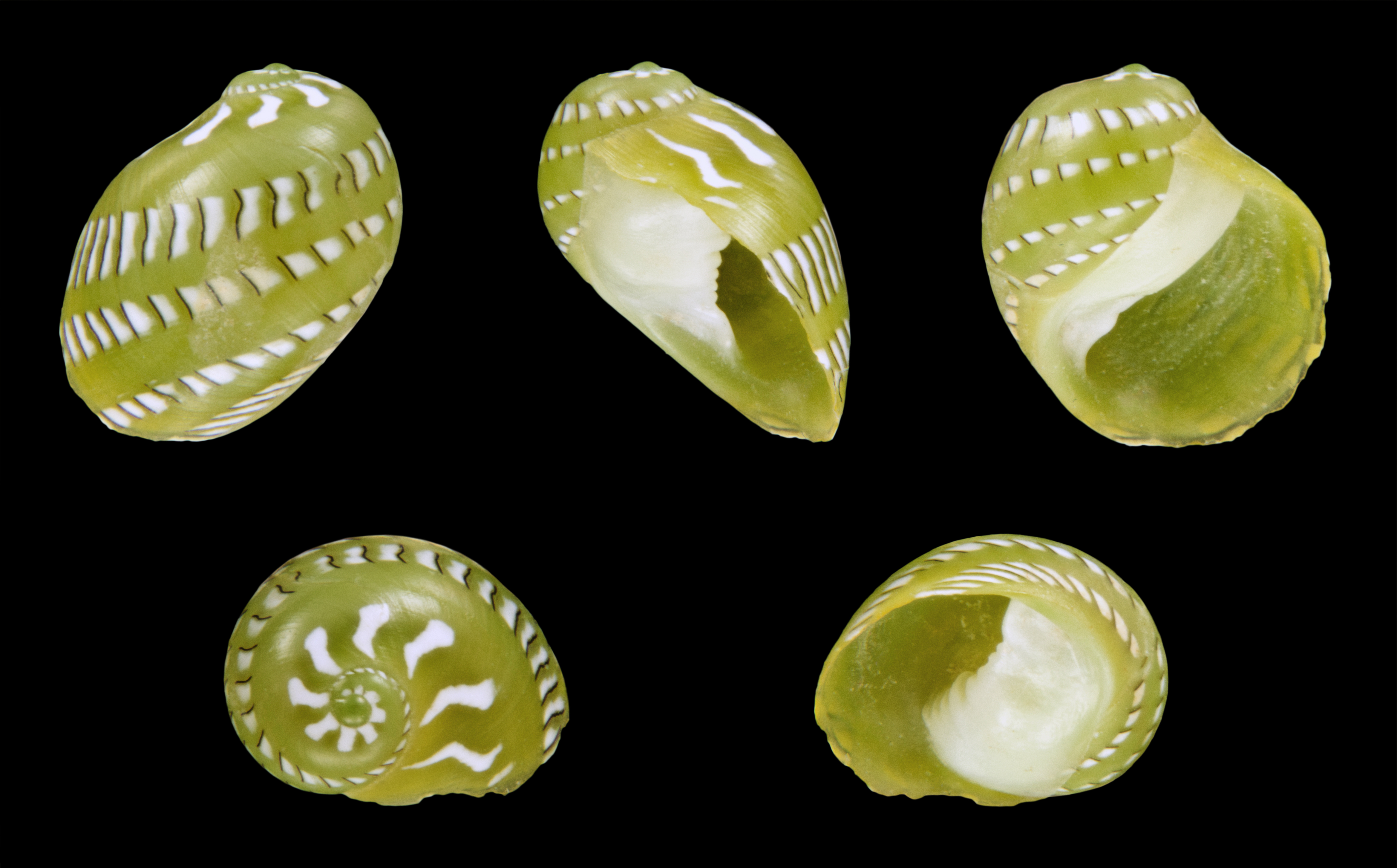
Smaragdia rangiana
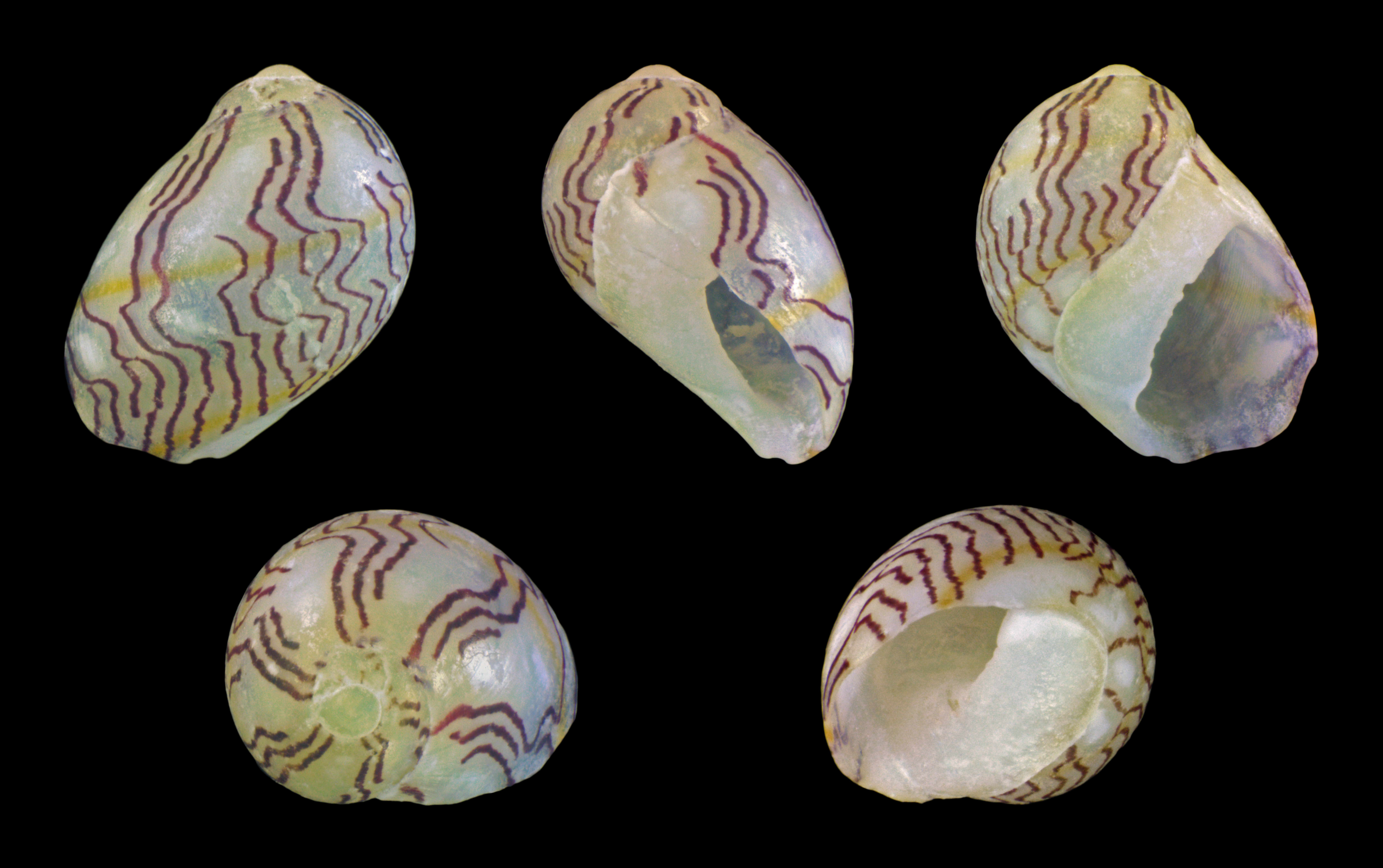
Smaragdia souverbiana
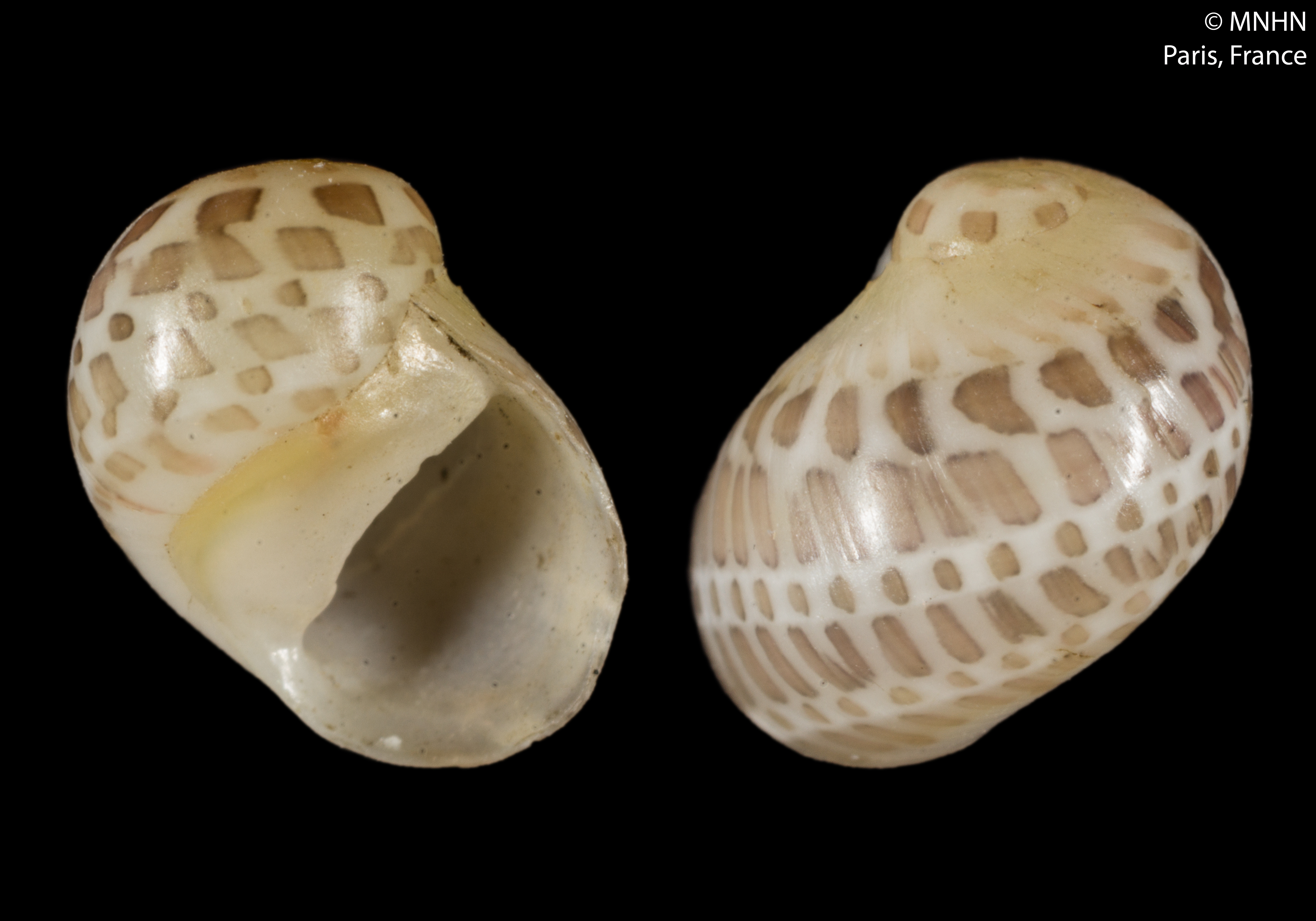
Smaragdia tragena
Smaragdia viridis